# Бетмен (филм из 1989)
Бетмен (енгл. Batman) је амерички суперхеројски филм из 1989. године, редитеља Тима Бертона. Ово је први филм из истоименог серијала, компаније Ворнер брос. У главним улогама су Мајкл Китон као Брус Вејн/Бетмен и Џек Николсон као Џокер, заједно са Ким Бејсингер, Робертом Вулом, Пет Хинглом, Били Ди Вилијамсом, Мајкл Гофом и Џек Палансом. Радња филма се врти око борбе Бетмена са непријатељем Џокером.
Мајкл Услан и Бенџамин Мелникер су откупила права на филм о Бетмену од Ди-Си комикса 1979. године, па су ангажовали Тома Манкевица да напише сценарио. Продуценти Џон Питерс и Питер Габер су се придружили продукцији. Пре него што је Бертон ангажован за редитеља, сценарио су дорадили Стив Енглхарт и Џули Хиксон. Кандидати за улогу Бетмена су били многи глумци са А-листе, док је Николсон прихватио улогу Џокера под разним строгим условима који су диктирали висину хонорара, постотак од укупне зараде и његов распоред снимања.
Снимање је обављено у Пајнвуд студију од октобра 1988. до јануара 1989, где је сценограф Антон Фарст дизајнирао Готам Сити, са разним архитектонским стиловима како би избегао идентификацију са разним америчким мегаполисима. Замишљени буџет од 30 милиона долара убрзо је пробијен до 48, док је штрајк из 1988. присилио сценаристу Сема Хема да напусти сет. За непотписане прераде су се побринули Ворен Скарен, Чарлс Мекеон и Џонатан Гемс, а из сценарија је избачен лик Дика Грејсона.
Бетмен је био комерцијални и критички успех и други најуспешнији филм снимљен према Ди-Си стриповима. Филм је био номинован за многе награде на 62. додели Оскара, 47. додели Златних глобуса и Награди Сатурн. Према филму су настале анимирана и филмска серија. Продуценти Услан и Мелникер 1992. године су поднели судску тужбу будући да нису добили свој део од укупне зараде филма на тржишту. Филм прате три наставка: Повратак Бетмена (1992), Бетмен заувек (1995) и Бетмен и Робин (1997).

## Радња
Са доласком 200. годишње параде, Готам Сити је у чврстом стиску криминалног боса Карла Грисома. Упркос великим напорима тек изабраног окружног тужиоца Харвија Дента и полицијског начелника Џејмса Гордона, полиција остаје корумпирана. Новинар Александар Нокс и фоторепортерка Вики Вејл почињу са истраживањем истине иза гласина о тајновитом осветнику одевеном у костим слепог миша, Бетмену који је почео да застрашује криминалце у граду.
Вејл и Нокс одлазе на добротворну приредбу на имање милијардера Бруса Вејна, којег осваја Викин шарм. Исте ноћи Грисомова десна рука, Џек Напијер, бива послат у фабрику хемикалија како би уклонио доказе о умешаности свог шефа. Након што полиција добије анонимну дојаву о провали у фабрику и дође да га ухапси, Напијер схвати да му је шеф сместио због афере са његовом љубавницом. Усред обрачуна стиже Бетмен и онеспособљава Напијерове плаћенике; покуша да ухвати Напијера, али он пада у отровни отпад. Преживљава, али хемикалије га доживотно деформишу док му се лице замрзло у вечни осмех, постаје Џокер.
Након што је убио Грисома, Џокер преузима његово царство и почиње да контролише град. У својој немилости мења сваки дан хемијски састав производа за хигијену тако да коришћење одређене комбинације може довести до смрти. Бетмен, за кога публика открива да је алтер его Бруса Вејна, покуша да ухвати Џокера који постаје заинтересован за Вики. Открива се да је Напијер као млади криминалац убио Брусове родитеље.
Џокер одржава параду кроз Готам, мамећи грађане на улице бацајући им новац, док у исто време намерава да их убије смртоносним гасом. Бетмен прозире његов план, али Џокер отима Вики и одведи је на врх готамске катедрале. Након обрачуна са Бетменом, Џокер пада у смрт са звоника. Након што полицајци окруже Џокерово тело, зачују звук смеха. Испоставља се да је то играчка у његовом џепу. На крају филма, начелник Гордон открива Бет-Сигнал заједно са поруком од Бетмена у којој обећава како ће бранити Готам кад год опет запрети криминал.

## Улоге
| Глумац            | Улога               |
| ----------------- | ------------------- |
| Мајкл Китон       | Брус Вејн / Бетмен  |
| Џек Николсон      | Џек Напијер / Џокер |
| Ким Бејсингер     | Вики Вејл           |
| Роберт Вул        | Александар Нокс     |
| Пет Хингл         | Џејмс Гордон        |
| Били Ди Вилијамс  | Харви Дент          |
| Мајкл Гоф         | Алфред Пениворт     |
| Џек Паланс        | Карл Грисом         |
| Трејси Волтер     | Боб                 |
| Кристофер Фербанк | Ник, пљачкаш        |